# Ida Golin
Ida Golin (Ivrea, 16 dicembre 1959 – 5 luglio 2025) è stata una calciatrice italiana, di ruolo attaccante.

## Biografia
Nacque a Ivrea dove la famiglia, originaria di Vicenza, si era trasferita per motivi di lavoro.
Nel giugno del 2022, il giornalista Giovanni Di Salvo pubblicò il libro Azzurre - La storia della Nazionale di calcio femminile, dedicato a Ida Golin e ad altre calciatrici che avevano vestito la maglia della nazionale femminile italiana fin dalla sua fondazione nel 1968.
È morta nel luglio del 2025, all'età di 65 anni.

## Caratteristiche tecniche
Era un'attaccante, in grado di giocare su entrambe le fasce e dotata di notevole velocità e potenza; di piede destro, era abile nel tiro e nei colpi di testa.

## Carriera

### Club
Entra a far parte del settore giovanile dell'ACF Juventus nel 1972, a 12 anni, dopo aver superato un provino; qui, rimane per cinque anni, fino a quando la squadra non viene ceduta in blocco al Padova.
Dopo aver disputato due stagioni con il club veneto, e aver segnato 20 reti in 22 presenze lungo la seconda annata, nel 1978 passa alla Lazio Lubiam, sempre in Serie A. Con il club biancoceleste, vince due campionati consecutivi, nel 1979 e nel 1980.
Dopo alcune stagioni al Gorgonzola e al Piacenza, nel 1985 l'attaccante passa al Modena, di nuovo in massima serie, con cui vince una Coppa Italia, nonché la classifica marcatori del campionato (con 27 reti), nella stagione 1985-1986.
Nell'estate del 1987, passa al Milan 82, mentre nella stagione successiva ritorna alla Lazio CF. Tuttavia, durante la stagione 1988-1989, decide di ritirarsi dal calcio giocato, dopo che il club capitolino si era rifiutato di coprire i costi dei suoi spostamenti fra Piacenza, dove viveva e lavorava, e Roma:
[...]
Chiesi alla società di aver riconosciuto un rimborso spese, che sostanzialmente copriva i costi che dovevo affrontare per raggiungere la squadra a Roma per disputare le partite e poi rientrare a Piacenza. Non chiedevo nulla di ché, ma non mi venne concesso. E così, decisi di smettere e di concentrami solo sul lavoro: non ci volevo di certo guadagnare, ma neppure rimetterci.»
Ha segnato in tutto 253 reti in 306 incontri di Serie A, con una media di 0,83 reti a partita.

### Nazionale
Il 12 settembre 1976, ha esordito con la nazionale femminile italiana, disputando l'incontro con la Cecoslovacchia (1-1). Il 2 agosto 1978, ha segnato le sue prime reti in maglia azzurra, realizzando una tripletta nel successo per 7-0 sul Galles. È stata capocannoniera del Mundialito sia nel 1985, sia nel 1986, anno in cui l'Italia ha vinto la competizione. Ha giocato il suo ultimo incontro il 13 giugno 1987, nella sfida contro l'Inghilterra (2-1).
Con la nazionale italiana, ha collezionato in tutto 41 presenze e 29 gol.

## Palmarès

### Club
- Campionato italiano: 2

Lazio 1975 Lubiam: 1979, 1980
- Coppa Italia: 1

Modena: 1985-1986

#### Nazionale
- Mundialito: 1

Italia 1986

#### Individuale
- Capocannoniera della Serie A: 1

1985-1986 (27 gol)
- Capocannoniera del Mundialito: 2

Italia 1985, Italia 1986